# Hard To Kill (2020)
Hard To Kill – gala wrestlingu, zorganizowana przez amerykańską federację Impact Wrestling (IW), która była nadawana na żywo w systemie pay-per-view i za pośrednictwem platformy Fite.tv. Odbyła się 12 stycznia 2020 w The Bomb Factory w Dallas. Była to pierwsza gala pay-per-view IW w 2020.
Karta walk składała się z dziewięciu pojedynków, w tym czterech o tytuł mistrzowskie, a samo wydarzenie poprzedziły dwa pre-show matche. Walką wieczoru był Intergender match, w którym Tessa Blanchard odebrała Impact World Championship Samiemu Callihanowi, zostając pierwszą kobietą w historii Impact Wrestling, która zdobyła to mistrzostwo. W pojedynku drużynowym The North (Ethan Page i Josh Alexander) zachowali Impact World Tag Team Championship, zwyciężając Williego Macka w Handicap matchu, Impact Knockouts Championka, Taya Valkyrie, obroniła tytuł mistrzowski w walce z ODB i Jordynne Grace. Ace Austin utrzymał Impact X Division Championship po zwycięstwie nad Treyem.
Larry Csonka, redaktor portalu internetowego 411mania.com, ocenił galę na 6,2 w 10-stopniowej skali.

## Tło
Na konferencji prasowej, zorganizowanej 8 listopada, Impact Wrestling oficjalnie ogłosił, że gala odbędzie się 12 stycznia 2020 w The Bomb Factory w Dallas. Pakiety Titanium weszły do sprzedaży 15 listopada, a zwykłe wejściówki trzy dni później. Przewodnim motywem muzycznym gali został utwór Briana Burrowsa pt. „We All Go Down Together”.

## Rywalizacje
Hard To Kill oferowało walki wrestlingu z udziałem różnych zawodników na podstawie przygotowanych wcześniej scenariuszy i rywalizacji, które były realizowane podczas cotygodniowych odcinków programu Impact!. Wrestlerzy odgrywali role pozytywnych (face) lub negatywnych bohaterów (heel), rywalizujących między sobą w seriach walk mających budować napięcie

### Sami Callihan vs. Tessa Blanchard
Tessa Blanchard rywalizowała z Samim Callihanem i jego zespołem, Ohio Versus Everything (Jake Crist, Dave Crist i Madman Fulton) od czerwca 2019. Przegrała z Callihanem w walce wieczoru Slammiversary (7 lipca), ponadto poniosła z nim porażkę na gali Unbreakable (2 sierpnia), gdzie na szali znalazł się pojedynek z Brianem Cage’em o Impact World Championship podczas Bound for Glory (20 października). Na najważniejszej gali federacji nie zdołała odebrać Jake’owi Cristowi Impact X Division Championship w Five Way Ladder matchu, ponieważ w ostatniej chwili uprzedził ją Ace Austin. Uzyskawszy to mistrzostwo, mogłaby, zgodnie z zasadami Opcji C, zamienić je na walkę o Impact World Championship. W czasie konferencji prasowej, zorganizowanej 8 listopada, władze Impact Wrestling ogłosiły, że zawodniczka stawi czoło Callihanowi w walce wieczoru o mistrzostwo świata na Hard To Kill. Po raz pierwszy w historii Impact Wrestling kobieta miała zawalczyć o najważniejszy tytuł tej federacji. Miano pretendentki do tej walki potwierdziła w odcinku Impactu! z 19 listopada, gdy pokonała Briana Cage’a w Six Person Elimination Challange matchu; innymi uczestnikami spotkania byli Moose, Daga, Rich Swann i Michael Elgin. Dwa tygodnie później oboje skonfrontowali się na konferencji prasowej. 10 grudnia Blanchard pokonała Madmana Fultona w wyniku dyskwalifikacji rywala po wmieszaniu się do meczu jego towarzysza, Jake’a Crista. Uzyskała wtedy pomoc ze strony Kena Shamrocka, podobnie jak 17 grudnia, gdy stawiła czoło Callihanowi i Fultonowi. Tego samego wieczoru miała miejsce bójka między nią a jej rywalem na jednej z ulic Nowego Jorku.

### Ace Austin vs. Trey
Trey Miguel pokonał Peteya Williamsa, Williego Macka, Aidena Prince’a, Bretta Banksa i Rohita Raju w Six Pack Challange matchu w odcinku Impactu! z 12 listopada, zostając pretendentem do walki o Impact X Division Championship z posiadaczem pasa – Acem Austinem. Dzień później Impact Wrestling ogłosił, że obaj wrestlerzy zmierzą się ze sobą o tytuł mistrzowski na Hard To Kill. 19 listopada Reno Scum (Adam Thornstowe i Luster The Legend), protegowani Austina, zaatakowali The Rascalz (Dez i Wentz), których członkiem był także Trey. Wspomógł on swoich towarzyszy, lecz musiał uznać wyższość interweniującego w bójce mistrza X Division. Dwa tygodnie później oba zespoły stoczyły ze sobą Six Man Tag Team match. Trey był bliski przechylenia szali zwycięstwa na stronę swojej drużyny, lecz widząc, że Austin flirtuje z jego matką wśród publiczności, skupił się na nim, co doprowadziło do przegranej The Rascalz. 17 grudnia Austin, igrając z uczuciami Treya, zadedykował swoje zwycięstwo nad Peteyem Williamsem pani Miguel. Tego samego wieczoru wściekły Miguel zaatakował oponenta, wobec czego ochrona i inni zawodnicy musieli rozdzielić walczących.

### Taya Valkyrie vs. Jordynne Grace vs. ODB
W odcinku Impactu! z 29 października Jordynne Grace, Rosemary i Alexia Nicole pokonały mistrzynię Knockoutek - Tayę Valkyrie, Madison Rayne i Kierę Hogan w Six Knockouts Tag Team matchu. Zwycięstwo drużynie dała Grace, która przypięła Valkyrie. Trzy tygodnie później „Thicc Mama Pump” zwyciężyła mistrzynię i jej podopiecznego, Johna E. Bravo, w 2-on-1 Handicap matchu. Federacja ogłosiła 4 grudnia, że obie zawodniczki zmierzą się o Impact Knockouts World Championship na Hard To Kill. Dwa dni później Impact Wrestling ogłosił, że trzecią uczestniczką pojedynku została ODB, która 3 grudnia, po interwencji Grace, odniosła zwycięstwo nad Valkyrie. Miesiąc później ODB, Jordynne Grace i Tenille Dashwood wygrały z Tayą Valkyrie, Madison Rayne i Kierą Hogan. Ostatecznie mistrzynię przypięła ODB, która uniemożliwiła to Grace, wyrzucając ją z ringu. Po meczu obie pretendentki nie kryły między sobą niechęci.

### The North vs. Rich Swann i Willie Mack
Wzrost znaczenia Richa Swanna i Williego Macka w dywizji tag teamów uświadomiła im, że powinni dążyć do zdobycia Impact World Tag Team Championship, które było w posiadaniu The North (Ethan Page i Josh Alexander). Page i Alexander postanowili skłonić Macka do opuszczenia partnera, wmawiając mu że Swann jest wschodzącą gwiazdą i będzie wstrzymywał jego rozwój. Dawali mu również powody do zazdrości o sukcesy towarzysza. Rich Swann wygrał samodzielnie 10 grudnia #1 Contenders Tag Team Open przeciwko Ohio Versus Everything (Jake Crist i Dave Crist), Reno Scum i The Rascalz, zapewniając swojej drużynie walkę o mistrzostwo tag teamowe z The North na Hard To Kill. W czasie meczu Mack zasygnalizował kontuzję i udał się na zaplecze. Tydzień później Page i Swann zmierzyli się w indywidualnej walce. Lider The North sprawił podstępem, że Mack zaatakował go i w rezultacie sędzia zdyskwalifikował Swanna. W pierwszym styczniowym odcinku Impactu! były mistrz X Division przekonywał partnera, że mimo swojej kontuzji i niepewności, potrzebują siebie nawzajem.

### Eddie Edwards vs. Michael Elgin
Pojedynek Eddiego Edwardsa z Brianem Cage’em, rozegrany 3 grudnia, został przerwany po ataku Michaela Elgina na obu zawodników. Spotkanie zrestartowano jako Triple Threat match, w którym zwyciężył Elgin po przypięciu Edwardsa. Tydzień później „Big Mike” wyzwał rywala na walkę na Hard To Kill, w którym na szali miało znaleźć się posiadane przez Edwardsa, Call Your Shot Trophy. Były członek The Wolves nie zdecydował się na ten krok, dlatego Elgin ukradł puchar, po czym 7 stycznia pokonał rywala w pojedynku. Po dwukrotnej przegranej Edwards musiał postawić swoje trofeum na szli przyszłej walki.

### Madman Fulton vs. Ken Shamrock
Ken Shamrock był partnerem Tessy Blanchard w jej sporze z Samim Callihanem i oVe o mistrzostwo świata. Były NWA World Heavyweight Champion powstrzymał grupę przed atakiem na Knockoutkę po jej wygranej z Madmanem Fultonem. Tego samego wieczoru poniósł porażkę z Callihanem, po czym został napadnięty przez Fultona i w niebezpieczny sposób wyrzucony poza ring. Agresywne zachowanie członka oVe przerwał dopiero lider zespołu. Tydzień później Knockoutka skonfrontowała się z dwoma członkami oVe, ponownie otrzymując pomoc od Shamrocka. Gdy Blanchard i Callihan wdali się w bójkę poza areną, „The World's Most Dangerous Man” walczył z Fultonem w ringu.

### Brian Cage vs. Rob Van Dam
10 grudnia wywiad udzielany przez Briana Cage’a Jimmy’emu Jacobsowi został przerwany przez Roba Van Dama i jego partnerkę, Katie Forbes. RVD zakpił z przegranej Cage’a z kobietą podczas Six Person Elimination Challange matchu. Tydzień później były zawodnik ECW ponownie odniósł się do kwestii wykorzystywania jego charakterystycznych ruchów przez innych zawodników, nazywając Cage’a największym zwolennikiem tego procesu. Obaj wrestlerzy rozpoczęli bójkę z użyciem niebezpiecznych przedmiotów, którą z pomocą Katie Forbes wygrał Van Dam. 7 stycznia Brian Cage i Rhino pokonali Roba Van Dama i Moose’a w Tag Team matchu.

### Rhino vs. Moose
W ostatnim odcinku Impactu! w 2019 roku zadufany w sobie Moose powiedział Rhino, że powinien był poprosić go o radę przed meczem z RVD w ubiegłym tygodniu, ponieważ on już wcześniej poradził sobie z tym zawodnikiem. Dodatkowo zadrwił z tego, że akcja kończąca Rhino - Gore nie mogła zrobić tego, co zrobił jego spear. W dalszej części odcinka obaj zawodnicy prowadzili bójkę na zapleczu hali. Po wygranej z Brianem Cage’em nad Robem Van Damem i Moose’em w Tag Team matchu, Rhino został zaatakowany przez rywala na Bash at the Brewery 2 (10 stycznia) w czasie meczu z Mahabali Sherą.

## Odbiór gali

### Noty krytyków
Recenzenci ocenili Hard To Kill jako poprawną galę.
Jeden z redaktorów portalu internetowego Świat Impact Wrestling! przyznał gali 3 gwiazdki w 5–gwiazdkowej skali. Najwyższą notę (4 gwiazdki) przyznał meczowi o Impact World Championship: „Uważam, że main event gali Hard To Kill jest starciem, które trzeba obejrzeć, ponieważ jest to pewien wielki krok dla wrestlingu na świecie. Impact nie musi gadać przez pół roku o tworzeniu historii. Oni to po prostu robią. Brawa dla Tessy, brawa też dla Callihana, który robił co mógł, żebyśmy go znienawidzili”. Według sprawozdawcy na tym samym poziomie była walka Michaela Elgina z Eddiem Edwardsem, „która była rozszerzeniem tego co zobaczyliśmy podczas jednego z odcinków Impact Wrestling. Panowie stoczyli wyrównaną i dość stiffową walkę z kilkoma naprawdę brutalnymi akcjami. Muszę pochwalić federację za ściągnięcie Elgina, bo gość od swojego debiutu nigdy nie zawiódł. No i bardzo cieszy mnie zwycięstwo Edwardsa. Wierzę, że Impact nie pójdzie na łatwiznę i Eddie wykorzysta swój title shot w walce z mistrzem świata, a nie z mistrzem X-Division”. W podsumowaniu wytknął federacji promowanie wiekowych już zawodników kosztem młodszych, ponadto narzekał na nijakość większości spotkań.
W skali dziesięciopunktowej Hard To Kill otrzymało od Larry’ego Csonki, redaktora portalu 411mania.com, 6,2 punktu. Pochwały z jego strony zebrała walka wieczoru za sprawą dramaturgii i ostatecznego, bezprecedensowego rozstrzygnięcia. Zdaniem Csonki do wymienionego meczu można porównać rywalizację Elgina i Edwardsa. Te dwie walki wyróżniły się spośród reszty poprawnych lub słabych meczów, wskutek czego wydarzenie można uznać za najsłabszą galę od początku rządów Dona Callisa i Scotta D’Amore.
John Moore z Prowrestling.com był ogólnie zadowolony z jakości gali, wskazując na plusy i minusy każdej z walk. Pochwalił Hard To Kill jako ogólnie dobre ppv z walką wieczoru, która zachęca do zakupienia gali.
Średnia ocen wszystkich walk, jakie zostały przyznane przez Wrestling Observer Newsletter Dave’a Meltzera, wyniosła 2,36. Najlepsze noty otrzymały pojedynki Tessy Blanchard z Samim Callihanem oraz Michaela Elgina z Eddiem Edwardsem (po 4 gwiazdki). Reporter nieco gorzej ocenił Handicap match (3¼ gwiazdki), starcie Moose’a z Rhino (3 gwiazdki) i pojedynek o Impact X Division Championship (2¾ gwiazdki). Najsłabszymi walkami okazały się: Three Way match o Impact Knockouts World Championship (1¼ gwiazdki), Ken Shamrock vs. Madman Fulton, Rob Van Dam vs. Brian Cage oraz Rob Van Dam vs. Daga (po 1 gwiazdce).

## Karta walk
Zestawienie zostało opracowane na podstawie źródła:
| Nr                                                                   | Wyniki | Stypulacje                                            | Czas  |
| -------------------------------------------------------------------- | --- | ----------------------------------------------------- | ----- |
| 1P                                                                   | The Desi Hit Squad (Rohit Raju i Mahabali Shera) pokonali The Rascalz (Dez i Wentz), Reno Scum (Adam Thornstowe i Luster The Legend) oraz TJP i Dagę | Four Way Tag Team match                               | bd.   |
| 2P                                                                   | Joey Ryan pokonał Johnny’ego Swingera | Singles match                                         | bd.   |
| 3                                                                    | Ken Shamrock pokonał Madmana Fultona | Singles match                                         | 9:30  |
| 4                                                                    | Ace Austin (c) pokonał Treya | Singles match o Impact X Division Championship        | 12:55 |
| 5                                                                    | Taya Valkyrie (c) (z Johnem E. Bravo) pokonała Jordynne Grace i ODB                                                                                  | Three Way match o Impact Knockouts World Championship | 12:00 |
| 6                                                                    | Rob Van Dam vs. Brian Cage - bez rozstrzygnięcia | Singles match                                         | 5:18  |
| 7                                                                    | Rob Van Dam pokonał Dagę | Singles match                                         | 4:00  |
| 8                                                                    | Eddie Edwards pokonał Michaela Elgina | Singles match o Call Your Shot Trophy                 | 20:05 |
| 9                                                                    | Moose pokonał Rhino | Singles match                                         | 12:05 |
| 10                                                                   | The North (Ethan Page i Josh Alexander) pokonali Williego Macka                                                                                      | Handicap match o Impact World Tag Team Championship   | 10:40 |
| 11                                                                   | Tessa Blanchard pokonała Samiego Callihana (c) | Intergender match o Impact World Championship         | 23:50 |
| (c) – mistrz/mistrzyni przed walkąP – walka miała miejsce w pre-show | |                                                       |       |